# Mérida (Mexico)
 For alternative betydninger, se Mérida. (Se også artikler, som begynder med Mérida)
Mérida er hovedstaden i den mexicanske stat Yucatán. Byen ligger i den nordlige-centrale del af staten, ca. 34 km fra den Mexicanske Golf, på 20.58°N bredde og 89.62°V længde. I 2005 var indbyggertallet omkring 734.153.
Mérida blev bygget i det 16. århundrede efter ordre fra den spanske conquistador-familie Montejo, oven på ruinerne af maya-byen Ti'ho, der havde ligget der i århundreder. Nogle udhuggede sten fra den ældgamle Ti'ho kan stadig ses, genbrugt i nogle af de spanske koloniale bygninger. Nogle mayaer anvender stadig navnet Ti'ho, når de refererer til Mérida. 
Meget af Méridas arkitektur fra den koloniale periode til det 18. og 19. århundrede kan ses i byens centrum. Fra kolonitiden til midten af det 19. århundrede, var Mérida omgivet af en bymur, for at beskytte det spanske og latinamerikanske indbyggere mod periodiske oprør blandt den oprindelige maya-befolkning. Flere af de gamle spanske byporte er bevaret, men det moderne Mérida er vokset et godt stykke udenfor bymurerne.
Vejret i Mérida er varmt og der er en høj luftfugtighed. Byen og staten Yucatán er noget isoleret fra resten af landet, og det viser sig på mange måder. Mange af indbyggerne er efterkommere af mayaer, der tager tingene med ro, er vittige, romatiske og glade.
Maden er god, med en stærk maya-indflydelse. Der er en tydelig Yucatán-dialekt i det spanske, og man hører stadig maya-sproget.
La Trova Yucateca er en dejlig, romantisk musikstil, mens den traditionelle jarana også er populær. Mérida er kendt for sine gode hængekøjer, som ikke udvider sig, når man bruger dem.
Méridas kælenavn er "Den hvide by", både på grund af de mange hvide bygninger og fordi indbyggerne holder byen meget ren.
Mérida blev navngivet efter den spanske by af samme navn, oprindeligt (på latin) Augusta Emerita. Se Mérida, Spanien.
1. ↑  www.microrregiones.gob.mx (fra Wikidata).